# Argentinian Open 1986
WTA Argentine Open 1986 — жіночий тенісний турнір, що проходив на відкритих кортах з ґрунтовим покриттям Buenos Aires Lawn Tennis Club у Буенос Айресі (Аргентина). Належав до турнірів 1-ї категорії в рамках Світової чемпіонської серії Вірджинії Слімс 1987. Турнір відбувся вперше і тривав з 1 грудня до 8 грудня 1986 року. Перша сіяна Габріела Сабатіні здобула титул в одиночному розряді.

## Фінали

### Одиночний розряд
Габріела Сабатіні —  Аранча Санчес Вікаріо 6–1, 6–1
- Для Сабатіні це був 1-й титул за рік і 2-й - за кар'єру.

### Парний розряд
Лорі Макніл /  Мерседес Пас —  Манон Боллеграф /  Ніколе Ягерман 6–1, 2–6, 6–1